# Lycosa isolata
Lycosa isolata este o specie de păianjeni din genul Lycosa, familia Lycosidae, descrisă de Bryant, 1940.
Este endemică în Cuba. Conform Catalogue of Life specia Lycosa isolata nu are subspecii cunoscute.